# Ochthocosmus attenuatus
Ochthocosmus attenuatus är en tvåhjärtbladig växtart som beskrevs av J.A. Steyerm. och J.L.Luteyn. Ochthocosmus attenuatus ingår i släktet Ochthocosmus och familjen Ixonanthaceae. Inga underarter finns listade i Catalogue of Life.